# Theodor Bohlmann-Combrinck
Theodor Bohlmann-Combrinck (Delmenhorst, 1891. november 18. –) német katona. A második világháborúban teljesített szolgálataiért megkapta a Vaskereszt Lovagkeresztjét. 1945. májusában esett hadifogságba, 1947-ben szabadult.